# Turkpidya
Turkpidya este prima enciclopedie online dedicată Turciei și țărilor turcice, înființată în iunie 2020 de Abdullah Habib. Platforma pune la dispoziție informații despre diverse tematici asociate cu Turcia, cuprinzând cultura, istoria și economia țării.

## Dezvoltare și caracteristici
Turkpidya a luat naștere la jumătatea anului 2020, inițiativă a lui Abdullah Habib, student la Universitatea Tehnică din Eskișehir. Având rădăcini atât egiptene cât și turcești, Habib a pus bazele platformei inspirat de propriul său background cultural. 
Turkpidya s-a lansat inițial cu suport pentru limbile turcă, arabă, engleză și germană. Platforma, care între timp oferă conținut în 23 de limbi, își propune să ofere informații relevante despre Turcia și alte națiuni turcice.
Turkpidya și-a declarat intenția de a se conforma obiectivelor celui de-al unsprezecelea Plan de Dezvoltare al Turciei, prin inițierea de colaborări cu Ministerul Afacerilor Externe, Ministerul Culturii și Turismului, precum și cu Ministerul Comerțului din Turcia. 
Echipa Turkpidya, care acum cuprinde membri diverși, traducători și voluntari din întreaga lume, creează conținut pe o gamă largă de subiecte. 

### Creștere
În 2020, fondatorul Turkpidya a anunțat că platforma conține 200 de articole, totalizând aproximativ 150 de mii de cuvinte redactate. 
La începutul anului 2023, persoanele care vizitează site-ul Turkpidya citesc în medie 100 de mii de cuvinte zilnic. 

## Extinderea către alte națiuni turcice
Planurile de dezvoltare ale Turkpidya includ extinderea acoperirii sale dincolo de frontierele Turciei, urmărind să includă și alte națiuni turcice. Expansiunea vizată de enciclopedia turcă constă în adăugarea de informații despre diversitatea culturală, istorică și economică a statelor turcice, care înglobază națiuni precum Kazahstanul și Azerbaidjanul. 